# غارسيا سانشيز الثاني ملك نافارا
غارسيا سانشيز الثاني (964 تقريبًا - بين 1000–1004 تقريبًا), الذي لقّبه معاصروه بالمرتجف هو ملك نافارا وكونت أراغون من عام 994 وحتى وفاته، وهو ابن سانشو الثاني ملك نافارا من زوجته أوراكا فرنانديث.
خلال عهده، كانت علاقاته الخارجية ترتبط بشدة بكونتية قشتالة، فأمه عمة سانشو غارسيا كونت قشتالة وكونت سلدانيا القوي غارسيا غوميث. وقد شارك ابن خاله سانشو في فك ارتباطه بالدولة الأموية في الأندلس, عن طريق مواجهة الحاجب المنصور. وفي عام 996، أجبر على طلب السلام من قرطبة. وفي عام 997، وخلال حملة على قلعة أيوب, قتل غارسيا شقيق والي المدينة. فانتقم المنصور بإعدامه 50 مسيحيًا. وفي معركة صخرة جربيرة في يوليو 1000، شارك مع غارسيا غوميث كونت سلدانيا في تحالف قاده سانشو غارسيا كونت قشتالة لقتال المنصور، لكنهم هُزموا أمامه. وفي عام 1002، يعتقد أنه شارك في معركة قلعة النسور، التي أصيب فيها المنصور بجروح أدت إلى وفاته، لكن لم يدوّنّن أي مؤرخ معاصر اسمه في أي حدث بعد عام 1000. إلا أنه من المؤكد وجود ابنه سانشو الثالث ملك نافارا على عرش نافارا عام 1004.